# 6810 Juanclariá
A 6810 Juanclariá (ideiglenes jelöléssel 1969 GC) a Naprendszer kisbolygóövében található aszteroida. Felix Aguilar Observatory fedezte fel 1969. április 9-én.